# Dorothy Sebastian
Dorothy Sebastian (ur. 26 kwietnia 1903 w Birmingham, zm. 8 kwietnia 1957 w Woodland Hills) – amerykańska aktorka filmowa.

## Wybrana filmografia
- 1925: Winds of Chance jako Laura
- 1927: The Demi-Bride jako Lola
- 1928: Nasze roztańczone córki
- 1929: Małżeństwo na złość jako Trilby
- 1931: The Deceiver jako Ina Fontane
- 1942: Zdradzieckie skały jako Kobieta w sali balowej
- 1951: Strictly Dishonorable jako Aktorka w niemym filmie (fotografie archiwalne)

## Wyróżnienia
Posiada swoją gwiazdę na Hollywoodzkiej Alei Gwiazd.